# EML Lembit
Az EML Lembit az Észt Haditengerészet Kalev-osztályú dízel-elektromos meghajtású aknarakó tengeralattjárója, melyet a brit Vickers-Armstrongs Ltd. gyártott. 1936-ban bocsátották vízre. Néhány éves észtországi szolgálatot követően 1940-ben szovjet fennhatóság alá került. Testvérhajója az 1941-ben elsüllyedt EML Kalev volt. A hajó 1979-ben került vissza Észtországba és 1985 óta múzeumhajó Tallinnban. A hajót Lembitu észt vezérről nevezték el, aki a 13. század elején szembeszállt a livóniai kardtestvérekkel.

## Története

### Az Észt Haditengerészet állományában
A független Észtország kormánya az ország védelmi képességeinek erősítésére 1934-ben rendelt meg két tengeralattjárót az angol Vickers-Armstrongs vállalattól. A hajók megvásárlására Észtországban 1933 májusában nemzeti gyűjtés indult, melyet Tengeralattjáró-flotta Alapítvány koordinált. A két tengeralattjárót – amelyek a Kalev és Lembit nevet kapták – 1936. július 7-én bocsátották vízre. A hajók személyzetét 1935–1937 között Nagy-Britanniában képezték ki.
A Lembit és a Kalev 1937-től Észtország 1940. júniusi szovjet megszállásáig szolgált az Észt Haditengerészet kötelékében. A két tengeralattjáró volt az észt flotta legmodernebb és legütőképesebb egysége. Eredeti feladatkörére, az aknatelepítésre soha sem használták. Az észt flotta állományában töltött három év alatt mindössze egy gyakorló torpedó-támadást hajtott végre.
A hajó első parancsnoka 1936-tól 1939-ig Ferdinand Schmiedehelm fregatthadnagy volt. Őt 1941. július 29-én az NKVD elfogta és 1942. május 10-én meggyilkolta.
Észtország szovjet megszállása után a hajó a Szovjet Haditengerészethez került. Az Észtország elleni szovjet invázió idején a Lembit nem vett részt katonai akcióban, mert politikai döntés eredményeként nem tanúsítottak ellenállást. A hajó szovjet ellenőrzés alá kerülésekor a legénységből mindössze öt fő tartózkodott a fedélzeten. Hivatalosan 1940. szeptember 18-án a hajó a Szovjet Haditengerészet ellenőrzése alá. A fedélzeten maradt észt személyzet segédkezett a szovjet szakembereknek a szovjet rendszerektől idegen brit hajó üzembe helyezésében.

### A második világháború idején

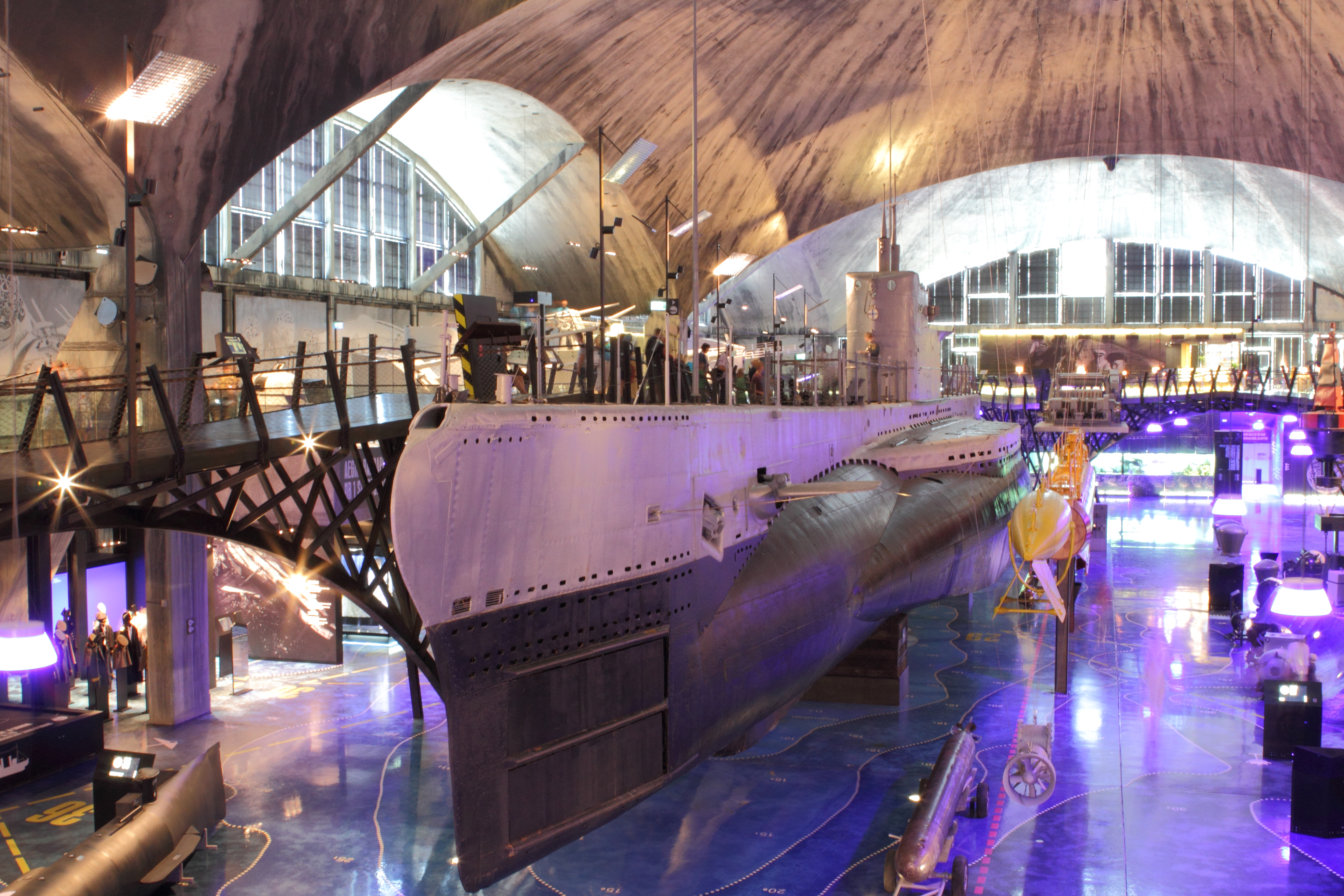
A Lembit jelenlegi kiállítási helyén, az egykori hidroplánkikötő felújított hangárjában

A Szovjetunió elleni német támadás idején, 1941 júniusában a Lembitet az eredeti észt hajónév megtartásával a Balti Flottában állították hadrendbe. A források szerint a hajó eredeti személyzetének legalább három tagja a hajón szolgált a második világháború idején. A hajó parancsnoka 1946-ig Alekszej Matijaszevics volt.
A második világháború alatt hét bevetést hajtott végre a szovjet flotta kötelékében. 1941. augusztus 10–21. között aknatelepítést végzett a németországi Rügen-sziget északi része, az Arkona-fok körzetében. Októberben egy egyhetes őrjáratozást hajtott végre, majd november 4–5. között harci körülmények között a jeges tengeren Kronstadtból Leningrádba hajózott.
1942. augusztus 17-től a Lembit újabb őrjáratokat teljesített a Balti-tengeren. A hajó szeptember 13-án kapott parancsot a visszatérésre Leningrádba a honi kikötőbe. A hajó parancsnoka azonban úgy döntött, hogy az akkumulátorok feltöltése miatt még egy napot marad a nyílt tengeren. A Lembit szeptember 14-én fedezte fel a Finnland teherszállítót, melyet torpedókkal megtámadott. A Finnland szeptember 15-én elsüllyedt. A támadást végrehajtó és magát felfedő Lembitet a német haditengerészet hajói mélységi vízibombákkal támadták. Mintegy 50 mélységi bombát dobtak a Lembitre, mely emiatt komoly sérüléseket szenvedett. Tűz ütött ki az egyik akkumulátor-egységben és ennek következtében 6 ember megsérült. A megrongálódott hajó azonban szeptember 22-ére visszatért honi kikötőjébe.
A hajó 1943-ban nem vett részt bevetéseken. 1944. október 2–18. között aknatelepítést végzett a Balti-tengeren. A Lembit által telepített aknák 1944. október 13-án megrongálták és elsüllyesztették a Hilma Lou nevű holland teherhajót. A Lembit utolsó bevetését 1945. március 23. és április 14. között hajtotta végre.
A háborúban nyújtott teljesítményéért 1944 márciusában a Lembitet Vörös Zászló érdemrenddel tüntették ki.

### Kiképző hajó
A második világháború után, 1946. január 17-én kivonták az aktív szolgálatból és kiképző hajó lett a Szovjet haditengerészetnél. Ez idő alatt többféle hadrendi jelzést is viselt. 1946 júliusától U–1, 1949 júniusától SZ–85 volt a jelzése.
1955. június 10-én a hajót selejtezték, fegyverzetét leszerelték, majd 1957. augusztus 3-án átadták a gorkiji (ma: Nyizsnyij Novgorod) Krasznoje Szoromovo hajógyárnak, ahol kísérleti hajóként használták (többek között a brit tengeralattjáró építési technológiák tanulmányozására). Ez idő alatt előbb az SZTZS–24, majd az UTSZ–29 jelzést viselte.

### Múzeumhajóként

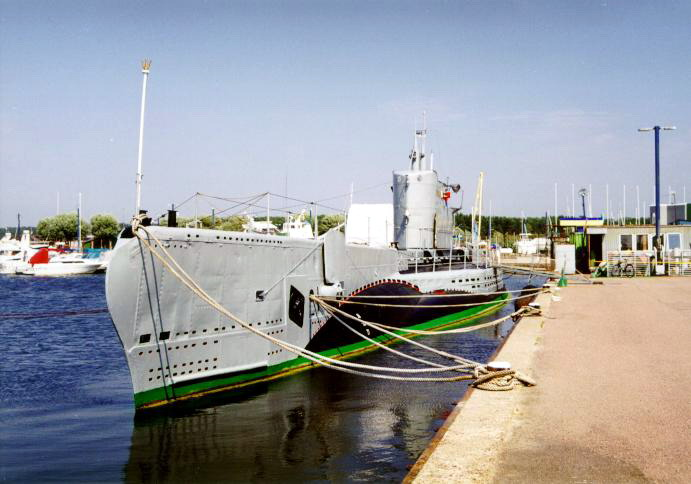
A piritai vitorláskikötőben múzeumhajóként horgonyzó Lembit 1999-ben

1979. augusztus 28-án, 38 évvel azt követően, hogy utoljára elhagyta Tallinnt, a Lembitet visszavontatták a tallinni kikötőbe, ahol több évig tartó felújítás majd a helyreállítását követően 1985. május 5-én nyitották meg mint múzeumhajót Pirita kikötőjében. (A hajó a Szovjet Balti Flotta Múzeumának tallinni kirendeltségeként működött.)
Lembitet a Szovjetunió felbomlásakor az újjáalakuló független észt hatóságok ismét fennhatóságuk alá vették. 1992. április 27-én az észt Védelmi Szövetség (Kaitseliit) kitűzte a hajóra az észt lobogót, a hajó pedig az Észt Tengerészeti Múzeum tulajdonába került. 1994. augusztus 2-án a Pirita városrész vitorláskikötőjében horgonyzó múzeumhajó az észt haditengerészet 1-es hadrendi jelzését kapta.
A Lembitet a 2000-es évek elején ismét felújították, és Piritából átszállították a régi tallinni kereskedelmi kikötőbe (a szovjet időszakban szovjet hadikikötő), ahol napjainkban is látogatható, mint az Észt Haditengerészet múzeumhajója. napjainkban az egykori tallinni hidroplánkikötőben az Észt Tengerészeti Múzeum számára felújított hangárban látható.